# هجوم بيت جن
هجوم بيت جن هي عملية عسكرية يقوم بها الجيش السوري ضد جماعات المعارضة في منطقة الغوطة الغربية. بعد نجاحات الجيش السوري في السيطرة على جيوب خان الشيح ووادي بردى واتفاقيات المصالحة في مضايا والزبداني، بقى بيت جن المعقل الأخير لقوى المعارضة في الغوطة الغربية.